# Sparbanksinspektionen
Sparbanksinspektionen var en svensk förvaltningsmyndighet som ansvarade för översyn och inspektion för det svenska sparbanksväsendet. Myndigheten tillkom efter att en lag om sparbanker antogs av den svenska riksdagen 1929. Den hade tillsammans med länsstyrelserna uppdraget att hysa översyn över sparbankerna i Sverige. Myndigheten slogs samman med Bank och fondinspektionen 1962 och fick namnet Bankinspektionen.

## Sparbanksinspektörer och chefer
- 1929–1934: Anton Dalin
- 1934–1946: Karl Olof Edsman
- 1946–1962: Ernst Elof Lagerkvist